# Trądla
Trądla (niem. Trundel See) – jezioro w woj. warmińsko-mazurskim, w powiecie ostródzkim, w gminie Morąg. Zbornik o powierzchni 5,53 ha, położony na północ od wsi Pojezierce, w pobliżu jeziora Narie.